# Boris Wassiljewitsch Numerow

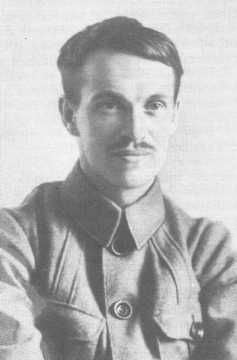
B. W. Numerow

Boris Wassiljewitsch Numerow (russisch Борис Васильевич Нумеров; * 17. Januarjul. / 29. Januar 1891greg. in Nowgorod, Russisches Kaiserreich; † 15.(?) September 1941 in Orjol, Sowjetunion) war ein russischer Astronom und Geophysiker.

## Biografie
Numerow studierte an der Universität Sankt-Petersburg. 1913 schloss er das Studium ab. Er war seit 1929 korrespondierendes Mitglied der Russischen Akademie der Wissenschaften, von 1913 bis 1915 Beobachter am Pulkowo-Observatorium, von 1915 bis 1925 Astronom an der Universität Leningrad und von 1924 bis 1937 Professor für Astronomie an der Universität Leningrad.
Numerow wurde in der Nacht vom 21. zum 22. Oktober 1936 im Rahmen des Großen Terrors verhaftet und am 25. Mai 1937 wegen Spionage, Sabotage und Verschwörung gegen die sowjetische Regierung zu zehn Jahren Haft verurteilt. Man warf ihm vor, Spion im Auftrag Deutschlands zu sein, weil der deutsche Astronom Karl Wilhelm Reinmuth den Asteroiden (1206) Numerowia nach ihm benannt hatte. Vermutlich am 15. September 1941 wurde er im Gefängnis Orjol erschossen. Er wurde 1957 rehabilitiert.
Der 113 km große Mondkrater Numerov wurde von der Internationalen Astronomischen Union 1970 offiziell nach Numerow benannt.

## Wissenschaftliche Arbeit
Numerow entwickelte in den 1920er Jahren ein iteratives Verfahren zur Bahnbestimmung von Himmelskörpern auf Basis der Gauß'schen indirekten Methode zur Lösung des Zweikörperproblems. Seine besondere Leistung besteht darin, störende Einflüsse anderer Himmelskörper von vornherein in die Berechnung einbezogen zu haben, während die anderen auf der gaußschen Methode basierenden Verfahren einen Zwischenschritt der Bahnverbesserung benötigen.
Im Jahr 1927 publizierte er im Zusammenhang mit Randwertproblemen eine optimierte Methode zur Lösung von Gewöhnlichen Differentialgleichungen (GDGL) zweiter Ordnung.

## Publikationen
- Méthode nouvelle de la détermination de orbites et le calcul des éphémerides en tenant compte des perturbations., Publ. de l'Observatoire astrophysique central de Russie 2. Moskau 1923
- Sur la détermination des élements., Bulletin de l'Inst. astron. de Leningrad 8,49. 1925
- Bahnbestimmung nach der Methode der Variation der heliozentrischen Koordinaten., Bulletin de l'Inst. astron. de Leningrad 10,69. 1926